# N-乙酰半乳糖胺
N-乙酰半乳糖胺（英語：GalNac），是一个半乳糖的氨基糖衍生物。

## 功能
在人体中，N-乙酰半乳糖胺位于A型血抗原的末端，与O型抗原末端的半乳糖相连。
在特定蛋白质糖基化的过程中，N-乙酰半乳糖胺通常是连接絲氨酸或苏氨酸的第一个单糖。
细胞间的沟通需要N-乙酰半乳糖胺。N-乙酰半乳糖胺集中存在于人和动物的感觉神经元中。
N-乙酰半乳糖胺也被用于靶向疗法，将反义寡核苷酸和siRNA分子特异运输到肝细胞中。这一过程依赖于在肝细胞表面表达的唾液酸糖蛋白的受体ASGR1和ASGR2。